# Gran Premio di superbike di Anderstorp 1993
Il Gran Premio di Superbike di Anderstorp 1993 è stata la settima prova su tredici del Campionato mondiale Superbike 1993, è stato disputato il 8 agosto sul Circuito di Anderstorp e ha visto la vittoria di Carl Fogarty in gara 1, lo stesso pilota si è ripetuto anche in gara 2.

## Risultati

### Gara 1

#### Arrivati al traguardo[3]
| Pos. | Nº | Pilota               | Motocicletta | Tempo     | Griglia | Punti |
| ---- | -- | -------------------- | ------------ | --------- | ------- | ----- |
| 1º   | 4  | Carl Fogarty         | Ducati       | 36:28.120 | 1º      | 20    |
| 2º   | 9  | Giancarlo Falappa    | Ducati       | +0:07.300 | 6º      | 17    |
| 3º   | 5  | Fabrizio Pirovano    | Yamaha       | +0:07.850 | 7º      | 15    |
| 4º   | 11 | Scott Russell        | Kawasaki     | +0:08.290 | 2º      | 13    |
| 5º   | 69 | James Whitham        | Yamaha       | +0:08.510 | 4º      | 11    |
| 6º   | 7  | Stéphane Mertens     | Ducati       | +0:22.460 | 12º     | 10    |
| 7º   | 10 | Piergiorgio Bontempi | Kawasaki     | +0:23.010 | 10º     | 9     |
| 8º   | 6  | Aaron Slight         | Kawasaki     | +0:26.800 | 3º      | 8     |
| 9º   | 14 | Christer Lindholm    | Yamaha       | +0:29.330 | 11º     | 7     |
| 10º  | 23 | Fabrizio Furlan      | Kawasaki     | +0:37.400 | 8º      | 6     |
| 11º  | 86 | Jean-Marc Delétang   | Yamaha       | +0:42.070 | 13º     | 5     |
| 12º  | 27 | Fred Merkel          | Ducati       | +0:42.620 | 9º      | 4     |
| 13º  | 20 | Jeffry de Vries      | Yamaha       | +0:43.170 | 17º     | 3     |
| 14º  | 74 | Philippe Mouchet     | Ducati       | +0:43.330 | 18º     | 2     |
| 15º  | 81 | Jean-Yves Mounier    | Yamaha       | +1:00.470 | 23º     | 1     |
| 16º  | 54 | Tripp Nobles         | Honda        | +1:00.640 | 21º     |       |
| 17º  | 37 | Hervé Moineau        | Suzuki       | +1:01.020 | 15º     |       |
| 18º  | 39 | Christian Lavieille  | Ducati       | +1:09.750 | 20º     |       |
| 19º  | 77 | Rolf Kåre Valderhaug | Yamaha       | +1:19.810 | 24º     |       |
| 20º  | 94 | Christophe Guyot     | Kawasaki     | +1:21.070 | 25º     |       |
| 21º  | 70 | Aldeo Presciutti     | Ducati       | +1:22.000 | 29º     |       |
| 22º  | 67 | Jean-Louis Tranois   | Yamaha       | +1 giro   | 32º     |       |
| 23º  | 71 | Harri Maikola        | Kawasaki     | +1 giro   | 30º     |       |
| 24º  | 65 | Michel Amalric       | Yamaha       | +1 giro   | 31º     |       |
| 25º  | 36 | Leif Persson         | Honda        | +1 giro   | 33º     |       |
| 26º  | 80 | Claus Wulff          | Yamaha       | +1 giro   | 34º     |       |
| 27º  | 62 | Roberto Biagioli     | Kawasaki     | +1 giro   | 36º     |       |

#### Ritirati
| Nº | Pilota            | Motocicletta | Giri     | Griglia |
| -- | ----------------- | ------------ | -------- | ------- |
| 82 | Iven Klitmöller   | Suzuki       | +2 giri  | 28º     |
| 46 | Brian Morrison    | Kawasaki     | +6 giri  | 14º     |
| 97 | Christy Rebuttini | Ducati       | +12 giri | 26º     |
| 34 | Mauro Lucchiari   | Ducati       | +14 giri | 19º     |
| 78 | Thorvald Sæby     | Kawasaki     | +16 giri | 22º     |
| 50 | Anders Rasmussen  | Yamaha       | +19 giri | 35º     |
| 32 | Terry Rymer       | Yamaha       | +19 giri | 5º      |
| 83 | Anders Sturesson  | Yamaha       | +23 giri | 27º     |

### Gara 2

#### Arrivati al traguardo[4]
| Pos. | Nº | Pilota               | Motocicletta | Tempo     | Griglia | Punti |
| ---- | -- | -------------------- | ------------ | --------- | ------- | ----- |
| 1º   | 4  | Carl Fogarty         | Ducati       | 36:14.170 | 1º      | 20    |
| 2º   | 11 | Scott Russell        | Kawasaki     | +0:02.470 | 2º      | 17    |
| 3º   | 9  | Giancarlo Falappa    | Ducati       | +0:09.660 | 6º      | 15    |
| 4º   | 5  | Fabrizio Pirovano    | Yamaha       | +0:09.990 | 7º      | 13    |
| 5º   | 6  | Aaron Slight         | Kawasaki     | +0:11.420 | 3º      | 11    |
| 6º   | 7  | Stéphane Mertens     | Ducati       | +0:36.410 | 12º     | 10    |
| 7º   | 23 | Fabrizio Furlan      | Kawasaki     | +0:52.070 | 8º      | 9     |
| 8º   | 10 | Piergiorgio Bontempi | Kawasaki     | +0:56.850 | 10º     | 8     |
| 9º   | 20 | Jeffry de Vries      | Yamaha       | +0:58.330 | 17º     | 7     |
| 10º  | 46 | Brian Morrison       | Kawasaki     | +0:58.770 | 14º     | 6     |
| 11º  | 37 | Hervé Moineau        | Suzuki       | +1:00.090 | 15º     | 5     |
| 12º  | 26 | Árpád Harmati        | Yamaha       | +1:22.330 | 16º     | 4     |
| 13º  | 81 | Jean-Yves Mounier    | Yamaha       | +1:22.720 | 23º     | 3     |
| 14º  | 77 | Rolf Kåre Valderhaug | Yamaha       | +1:23.320 | 24º     | 2     |
| 15º  | 97 | Christy Rebuttini    | Ducati       | +1:38.040 | 26º     | 1     |
| 16º  | 83 | Anders Sturesson     | Yamaha       | +1 giro   | 27º     |       |
| 17º  | 65 | Michel Amalric       | Yamaha       | +1 giro   | 31º     |       |
| 18º  | 36 | Leif Persson         | Honda        | +1 giro   | 33º     |       |
| 19º  | 50 | Anders Rasmussen     | Yamaha       | +1 giro   | 35º     |       |
| 20º  | 80 | Claus Wulff          | Yamaha       | +1 giro   | 34º     |       |
| 21º  | 62 | Roberto Biagioli     | Kawasaki     | +1 giro   | 36º     |       |

#### Ritirati
| Nº | Pilota              | Motocicletta | Giri     | Griglia |
| -- | ------------------- | ------------ | -------- | ------- |
| 86 | Jean-Marc Delétang  | Yamaha       | +2 giri  | 13º     |
| 54 | Tripp Nobles        | Honda        | +3 giri  | 21º     |
| 69 | James Whitham       | Yamaha       | +4 giri  | 4º      |
| 70 | Aldeo Presciutti    | Ducati       | +4 giri  | 29º     |
| 14 | Christer Lindholm   | Yamaha       | +4 giri  | 11º     |
| 94 | Christophe Guyot    | Kawasaki     | +4 giri  | 25º     |
| 67 | Jean-Louis Tranois  | Yamaha       | +5 giri  | 32º     |
| 78 | Thorvald Sæby       | Kawasaki     | +9 giri  | 22º     |
| 39 | Christian Lavieille | Ducati       | +10 giri | 20º     |
| 74 | Philippe Mouchet    | Ducati       | +11 giri | 18º     |
| 82 | Iven Klitmöller     | Suzuki       | +11 giri | 28º     |
| 71 | Harri Maikola       | Kawasaki     | +15 giri | 30º     |
| 27 | Fred Merkel         | Ducati       | +18 giri | 9º      |
| 34 | Mauro Lucchiari     | Ducati       | +20 giri | 19º     |
| 32 | Terry Rymer         | Yamaha       | +22 giri | 5º      |